# Walentin Wladimirowitsch Nikolajew
Walentin Wladimirowitsch Nikolajew, russisch Валентин Владимирович Николаев, wiss. Transliteration Valentin Vladimirovič Nikolaev (* 6. April 1924 in Donino-Kamensk, Oblast Kirowohrad, Ukrainische SSR; † 1. November 2004 in Rostow am Don, Russland) war ein sowjetischer Ringer. Er war Olympiasieger und Weltmeister.

## Werdegang
Walentin Nikolajew, ein Russe aus der Gegend von Rostow am Don, begann als Jugendlicher mit dem Ringen. Er war Eisenbahnangestellter und Mitglied von „Lokomotive“ Rostow. Er rang ausschließlich im griechisch-römischen Stil und gehörte schon Ende der 1940er Jahre zu den besten sowjetischen Halbschwer- bzw. Schwergewichtsringern. 
1951 wurde er bei den Weltfestspielen der Jugend in Ost-Berlin Sieger des Ringerturnieres im Schwergewicht. 1953 gelang ihm der Sieg bei den sowjetischen Meisterschaften im Halbschwergewicht, vor Pjotr Tkatschow aus der Aserbaidschanischen SSR. Bei den Weltfestspielen der Jugend 1953 in Bukarest wiederholte Nikolajew seinen Sieg von 1951, diesmal aber im Halbschwergewicht.
1955 wurde Walentin Nikolajew in Karlsruhe Weltmeister im Halbschwergewicht mit sechs klaren Punktsiegen. Im Finale bezwang er dabei den Olympiasieger von 1948 Karl-Erik Nilsson aus Schweden. Das Jahr 1956 wurde zum Höhepunkt in der Laufbahn Nikolajews, denn er wurde mit vier Siegen in Melbourne Olympiasieger im Halbschwergewicht. Ausschlaggebend dafür waren seine Siege über Karl-Erik Nilsson und Petko Sirakow aus Bulgarien.
In den folgenden Jahren hatte Nikolajew zunehmend Gewichtsprobleme und konnte das Limit von 87 kg für das Halbschwergewicht nicht mehr bringen. Er mischte aber bei den sowjetischen Meisterschaften im Schwergewicht noch kräftig mit und erreichte noch viele gute Ergebnisse. So wurde er 1957 zweiter Sieger hinter dem Schwergewichts-Olympiasieger von 1956 Anatoli Parfenow. Auch 1959 wurde er sowjetischer Vizemeister im Schwergewicht hinter dem neuen Stern Iwan Bogdan. Bei der II. Völkerspartakiade 1959 lautete das Ergebnis im Schwergewicht Iwan Bogdan vor Walentin Nikolajew und Anatoli Parfenow.
1960 konnte sich Nikolajew bei den sowjetischen Meisterschaften nicht mehr im Vorderfeld platzieren und beendete seine internationale Ringerkarriere.

## Internationale Erfolge
(OS = Olympische Spiele, WM = Weltmeisterschaft, GR = griechisch-römischer Stil, Hs = Halbschwergewicht, S = Schwergewicht, damals bis 87 kg bzw. über 87 kg Körpergewicht)
- 1951, 1. Platz, Weltfestspiele der Jugend in Ost-Berlin, GR, S, vor György Solthesz, Ungarn und Alexander Suli, Rumänien;
- 1953, 1. Platz, Weltfestspiele der Jugend, GR, Hs, vor Solyom, Ungarn und Corneanu, Rumänien;
- 1954, Punktsieger über Karl-Erik Nilsson, GR, Hs, im Länderkampf Sowjetunion gegen Schweden;
- 1955, 1. Platz, WM in Karlsruhe, GR, Hs, mit Siegen über Kurt Rusterholz, Schweiz, Fritz Dirscherl, BRD, Hermann Karstens, Niederlande, Anton Groselj, Jugoslawien, Veikko Lahti, Finnland und Karl-Erik Nilsson, Schweden;
- 1956, Goldmedaille, OS in Melbourne, GR, Hs, mit Siegen über Gyula Kovács, Ungarn, Veikko Lahti, Karl-Erik Nilsson und Petko Sirakow, Bulgarien